# Heraklit
Heraklit z Efezu (stgr. Ἡράκλειτος ὁ Ἐφέσιος Herakleitos ho Ephesios), (ur. ok. 540 p.n.e., zm. ok. 480 p.n.e.) – presokratyczny filozof grecki, zaliczany do jońskich filozofów przyrody, urodzony w mieście Efez, w Jonii, u wybrzeży Azji Mniejszej. Autor pism kosmologicznych, politycznych i teologicznych. Pochodził ze szlachetnego rodu. Mało wiadomo o jego dziecięcych latach i edukacji, on sam uważał siebie za samouka i mędrca. Nazywany był „Ciemnym” (stgr. ὁ Σκοτεινός ho Skoteinos) oraz „Płaczącym Filozofem” ze względu na wariabilistyczną koncepcję świata i człowieka, trudny do zrozumienia styl piśmiennictwa oraz samotne życie, które prowadził. Swoje poglądy przedstawiał za pomocą alegorii i aforyzmów, tak aby mogli je zrozumieć jedynie nieliczni wtajemniczeni.
Najbardziej znanym elementem filozofii Heraklita jest koncepcja zmiany jako centralnego elementu świata (ta panta rhei, wszystko płynie), jak Heraklit określił to w słynnym zdaniu „niepodobna wstąpić dwukrotnie do tej samej rzeki” (bo już napłynęły do niej inne wody). Wierzył w jedność przeciwieństw, twierdząc, że „droga w dół i w górę jest jedna”. Istniejącym rzeczom można jego zdaniem przypisać pary przeciwnych właściwości: ciepło, zimno, jasność, ciemność. Jego kolejna koncepcja, Logosu (gr. „słowo”, „rozum”, „zasada”) jako zasady, poprzez którą wszystkie rzeczy istnieją, była poddawana licznym interpretacjom. Filozofia Heraklita zapoczątkowała wiele wątków w filozofii zachodniej: wariabilizm Heraklita znajdzie swoje odbicie u Platona, relatywizm i humanizm – u sofistów (Protagoras), idea ognia i logosu – u stoików. Uznaje się go też za prekursora heglowskiej dialektyki z uwagi na swoją teorię wyłaniania się i syntezy przeciwieństw.
Być może Heraklit stworzył traktat filozoficzny pt. O naturze (περὶ φύσεως) i złożył go w świątyni Artemidy w Efezie. Przypuszczalnie składały się na niego trzy części: o wszechświecie, o polityce i o teologii, pisane tzw. „ciemnym” stylem, aby tylko wtajemniczeni mogli je zrozumieć. Dzieło to nie dochowało się do naszych czasów. Pozostały tylko drobne fragmenty, około 120 w zależności od edycji.

## Filozofia

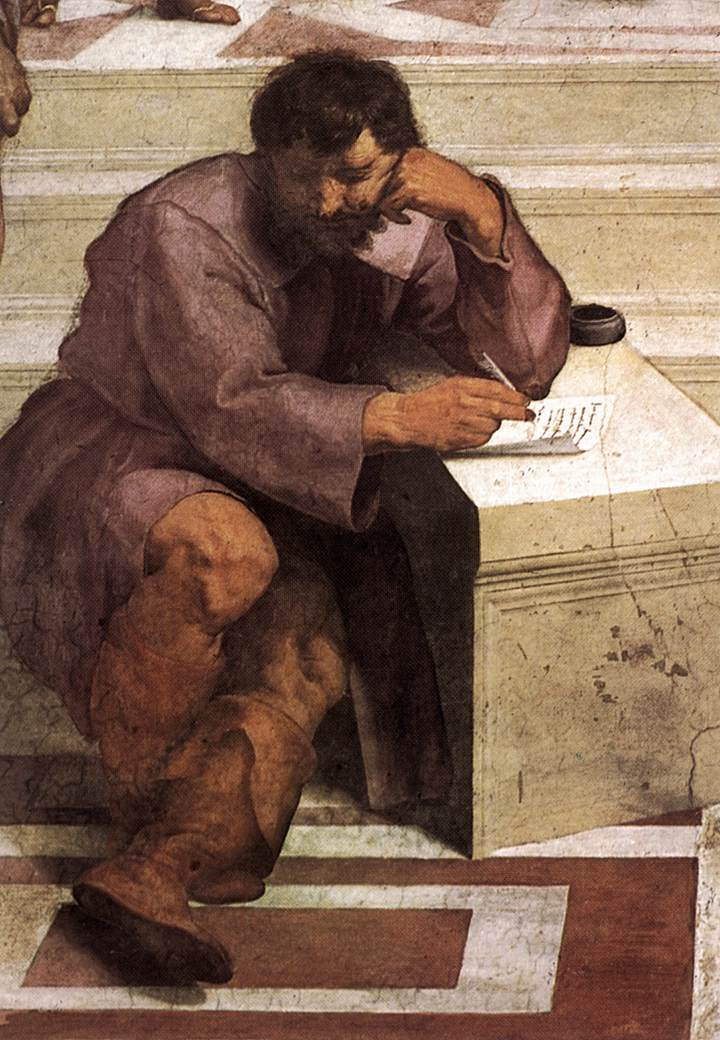
Heraklit na fresku Szkoła Ateńska Rafaela.

Filozofia Heraklita głosi, że ciągłe stawanie się i przemijanie jest najważniejszą cechą bytu. Byt nie ginie i nie powstaje, jedynie się zmienia – zaś stawanie się i przemijanie jest wynikiem nieprzerwanego ścierania się wyodrębnionych z bytu przeciwieństw, jak ciemność i jasność, zimno i ciepło (dialektyka ontologiczna). Wszelkie zdarzenia wynikają z napięcia powstającego między przeciwieństwami. Jego teorię zmienności nazywa się wariabilizmem lub heraklityzmem, a najlepszym jej obrazem jest rzeka – jej wody ciągle się zmieniają płynąc (stgr. Πάντα ῥεῖ καὶ οὐδὲν μένει ta panta rhei kai ouden menei – wszystko płynie, nic nie stoi w miejscu, jest w ciągłym ruchu).
Za arché (zasadę na której opiera się Wszechświat) Heraklit uznał ogień, który żyje śmiercią tego, co spala. Niektórzy interpretatorzy filozofii Heraklita uważają, iż dlatego mędrzec uznał ogień za zasadę świata, bo dynamika tego żywiołu odzwierciedla obraz świata – jego ruch i dynamizm. Jednak procesem przemian kieruje logos – rozum. Logos jest utożsamiany z siłą kosmiczną – rozumem. Można go też utożsamiać ze starożytną zasadą makro- i mikrokosmosu – jedno prawo dosięga wszystkiego np. prawo śmierci. I tak też logos wszystko przenika.
Według Heraklita świat jest wieczny i odwieczny – nie stworzył go żaden bóg.
Heraklit dużo uwagi poświęcił etyce: jego zdaniem mądrość polega na poznaniu logosu i myśleniu zgodnym z jego prawami. Pracował subiektywnie analizując swoją twórczość, krytykował m.in. poznanie zmysłowe. Pisał o mądrości mędrca i tłumu.

## Kosmogonia Heraklita
Kosmogonia Heraklita opiera się na zasadzie konieczności (logosu). Zasada ta stanowi syntezę przeciwieństw. Nie jest jednak pełną ogólnością, Logos, to co prawda prawo i wiedza o świecie, ale również fizyczna szczególność (ogień).
Logos to panteistyczny rozum. Podstawą tego stwierdzenia jest następujące rozumowanie: zmienność (i porządek tej zmienności) w naturze jest stałym elementem natury. A zatem dotyczy wszystkiego, w tym człowieka (i to zarówno ciała jak i duszy). Ponieważ rozum u człowieka stanowi element nadrzędny, a wszystkim rządzi jedno prawo, to rozum musi być powszechną siłą kosmiczną.
Wszystko jest więc efektem walki przeciwieństw, które osiągają nadrzędną jedność w logosie. Zjednoczenie ma jednak zawsze charakter relacji do przeciwieństwa. Proces powstawania rzeczy jest więc efektem procesu przechodzenia z jednego przeciwieństwa w drugie. Formą tego procesu jest ogień.
Stąd:
- Wszechświat nie został stworzony, lecz zawsze był żywym ogniem (procesem), który się zapala i gaśnie (pożar świata jako akt zjednoczenia),
- realny proces to dwie drogi: rozdwojenie i zjednoczenie się przeciwieństw, które redukują się do dwóch: sporu i zgody; wszystko jest więc jedynie metamorfozą ognia,
- drogi ognia w dół (zagęszczony ogień zmienia się w wodę – powietrze to rodzaj wody, ona wsiąka w ziemię) i w górę (ziemia staje się płynna, z tego powstaje wszystko, a to przechodzi w ogień),
- z ognia powstają też meteory, planety i gwiazdy,
- we wszystkim jest równowaga przeciwieństw (również w człowieku),
- człowiek jest złożeniem ziemi, wody i ognia,
- ogień jest nośnikiem świadomości wchłanianym przez dusze wraz z oddychaniem,
- wyjście ognia jest przyczyną śmierci,
- wszystko przechodzi krąg życia i śmierci (w myśl walki przeciwieństw).

Poglądy metafizyczne Heraklita odzwierciedla jego model kosmologiczny. Ogień zostaje przeciwstawiony pozostałym żywiołom, co dzieli Wszechświat na dwie sfery nadrzędne: sferę ognia – tworzywa gwiazd i sferę pozostałych żywiołów – tworzywa planet. Jest to idea, która doprowadzi później do podziału Wszechświata na sferę nadksiężycową i podksiężycową.
Kontynuację znajdzie również idea Logosu jako panteistycznego rozumu, między innymi w postaci teologicznej kosmogonii Ksenofanesa.